# Голямо-Каменяне
Голя́мо-Каменя́не (болг. Голямо Каменяне) — село в Кирджалійській області Болгарії. Входить до складу общини Крумовград.

## Населення
За даними перепису населення 2011 року у селі проживали 190 осіб.
Національний склад населення села:
| Національність   | Кількість осіб | Відсоток |
| ---------------- | -------------- | -------- |
| турки            | 161            | 97,0%    |
| болгари          | 4              | 2,4%     |
| цигани           | 0              | 0%       |
| Всього відповіли | 166            |          |

Розподіл населення за віком у 2011 році:
Динаміка населення: